# Rotrückenmeise

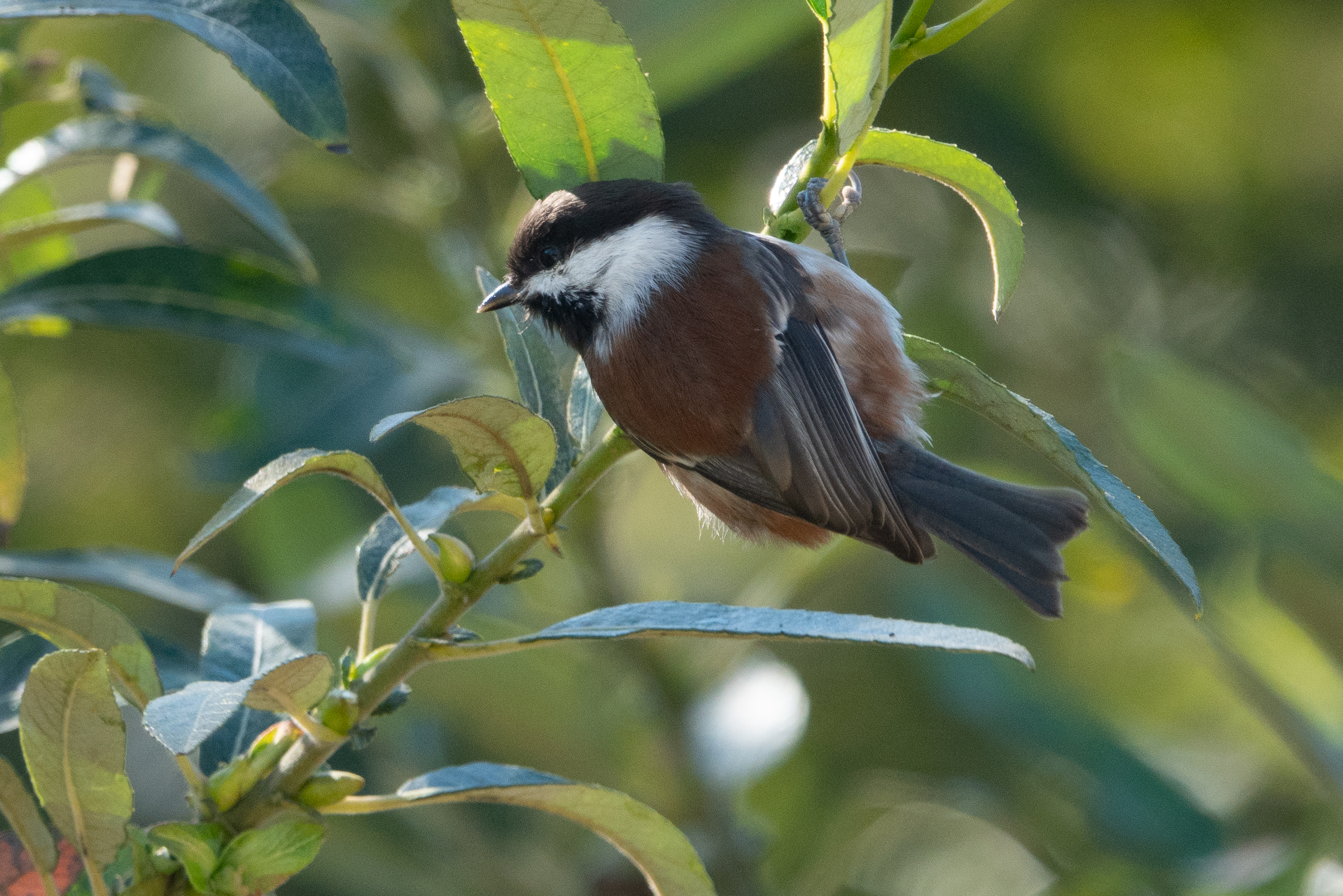
Rückansicht

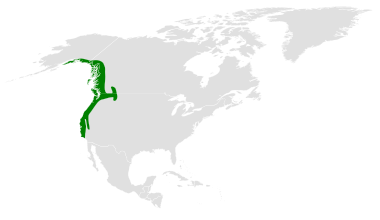
Verbreitungsgebiet der Rotrückenmeise

Die Rotrückenmeise (Poecile rufescens) ist eine in Nordamerika vorkommende Singvogelart aus der Familie der Meisen (Paridae).

## Merkmale
Die Rotrückenmeise erreicht eine Körperlänge von 10 bis 12 Zentimetern und ein Gewicht von 7 bis 12 Gramm. Sie zählt damit zu den kleinen Meisenarten. Die Flügelspannweite beträgt ca. 19 Zentimeter. Ein Sexualdimorphismus besteht nicht.
Der Vogel zeigt eine kräftige, rotbraune Oberseite mit einer schwarzbraunen Kopfplatte, dunkelgrauen Flügeln und einem langen, grauen, leicht gegabelten Schwanz. Die Wangen sind rein weiß. Die Unterseite ist weißlich bis cremefarben mit rotbraunen Flanken und einer tiefschwarzen Kehle. Der kurze Schnabel ist schwarzgrau.

## Ähnliche Arten
Die Hudsonmeise (Poecile hudsonicus) sowie die Lapplandmeise (Poecile cinctus) unterscheiden sich von der Rotrückenmeise durch die graubraune Rückenfärbung und die hellere Gefiederfarbe der Flanken.

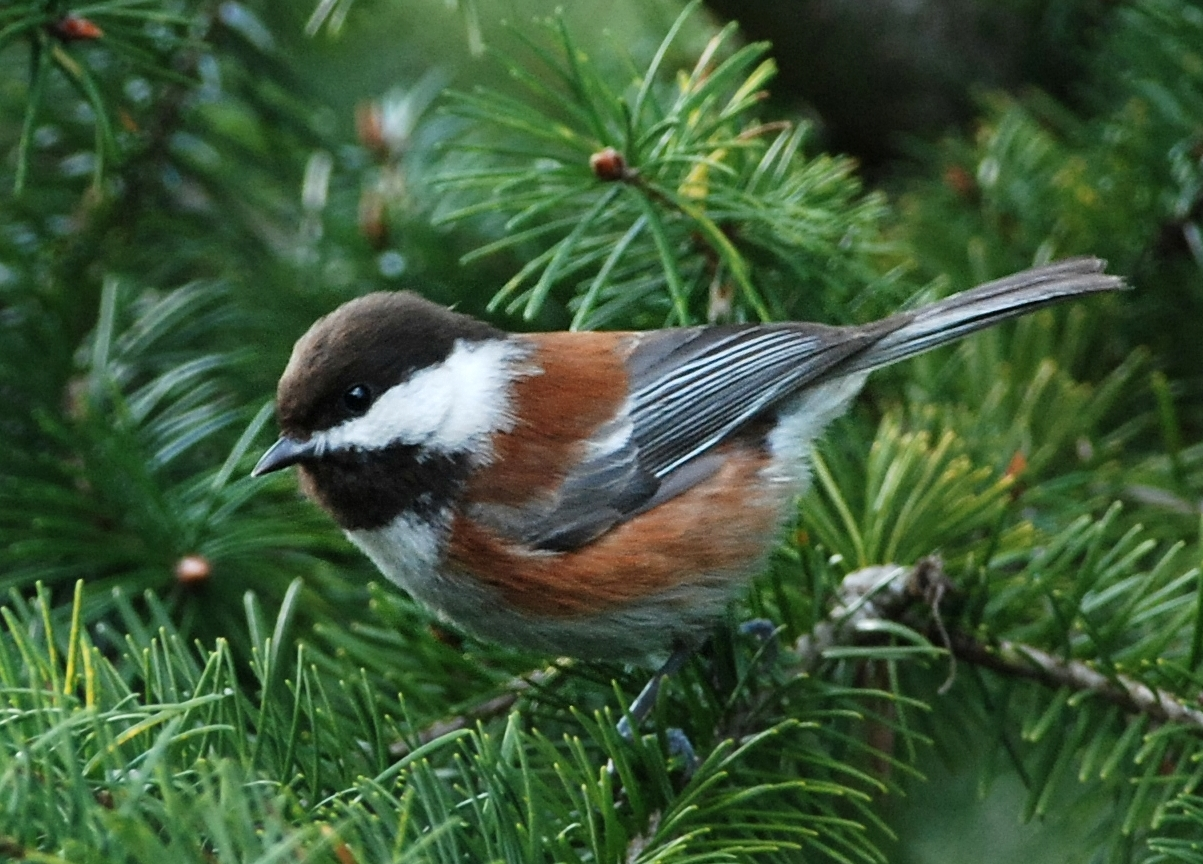
Rotrückenmeise
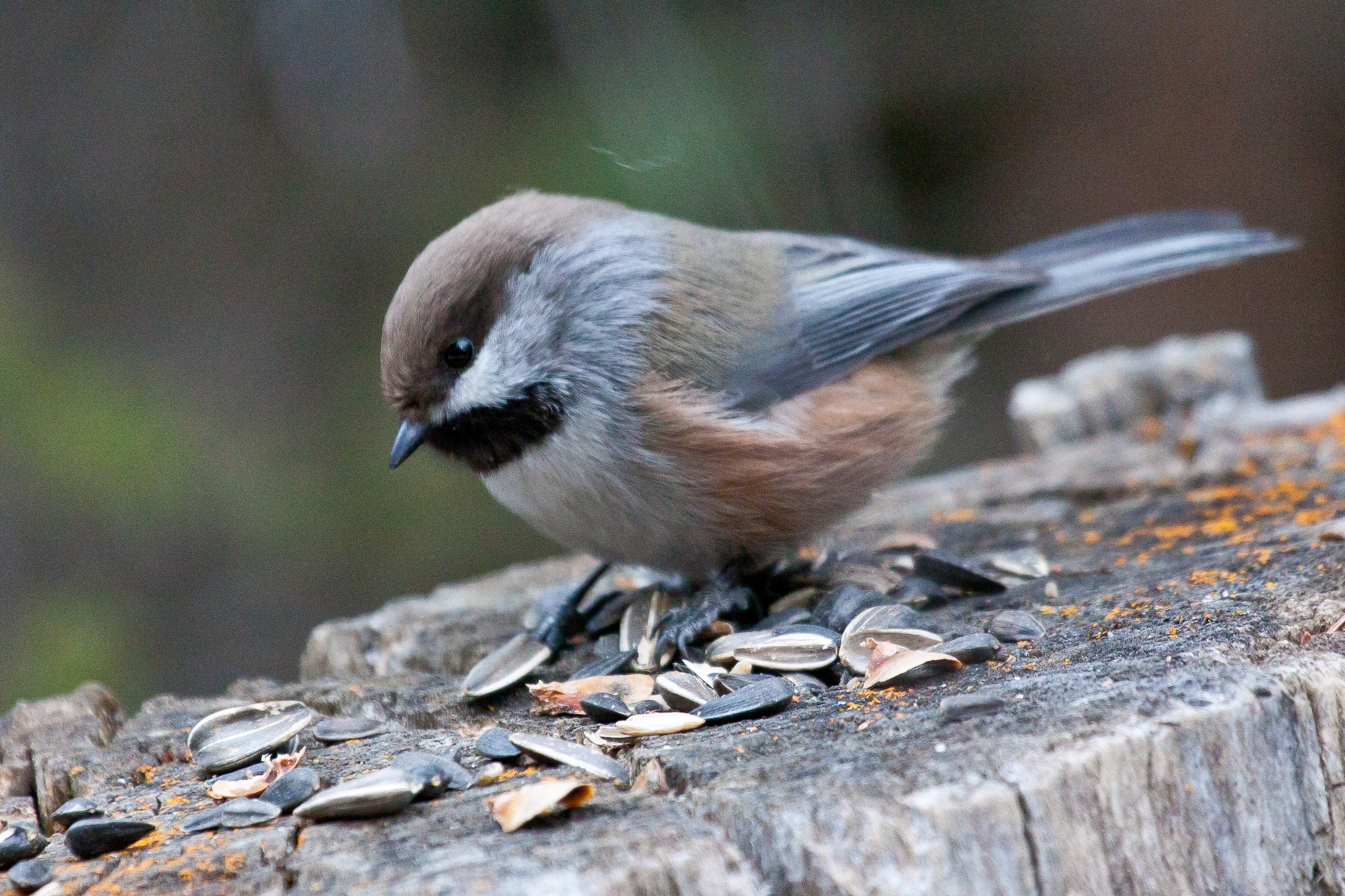
Hudsonmeise
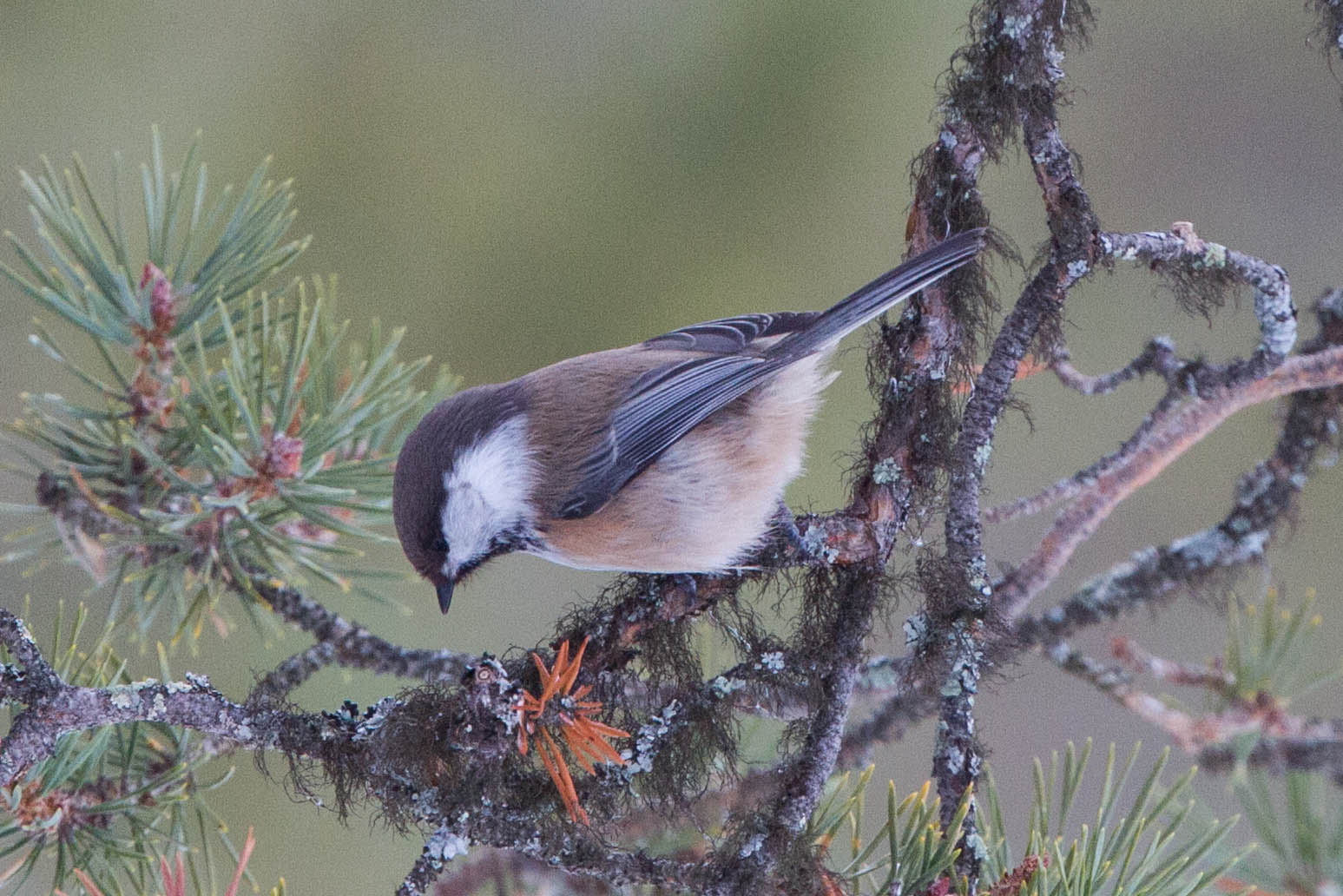
Lapplandmeise

## Verbreitung, Unterarten und Lebensraum
Die Rotrückenmeise kommt von der Westküste Alaskas entlang der gesamten Küste Kaliforniens vor. Die Meisen halten sich bevorzugt in dichten Nadel- oder Mischwäldern auf. Sie sind jedoch auch in Strauchlandschaften und Stadtparks zu finden. Es werden folgende Unterarten geführt:
- Poecile rufescens rufescens: Alaska bis Zentral-Kalifornien und Sierra Nevada
- Poecile rufescens neglectus: Marin County
- Poecile rufescens barlowi: San Francisco Bay bis Santa Barbara

## Lebensweise
Die Rotrückenmeisen zeigen bei der Futtersuche ein aktives und rastloses Verhalten, wobei sie oft kopfüber an Zweigspitzen oder Zapfen hängen und dabei Insekten oder Samen auflesen. In den Wintermonaten leben sie normalerweise in kleinen Gruppen, zuweilen zusammen mit anderen Arten. Gern besuchen sie angelegte Futterstellen. Ihre Nester bauen sie bevorzugt in Baumhöhlen und nehmen auch verfügbare Nistkästen an.

## Bestand und Gefährdung
Die Rotrückenmeise ist in ihren Vorkommensgebieten nicht selten und wird demzufolge von der Weltnaturschutzorganisation IUCN als „least concern = nicht gefährdet“ geführt.